# Cançoner de Sant Joan de les Abadesses
El Cançoner de Sant Joan de les Abadesses o Cançons de Sant Joan de les Abadesses són dos folis solts que contenen quatre composicions anònimes del segle xiii, amb l'interès particular de contenir també la corresponent notació musical en notació lorenesa (o messina).

## Història
Els estudiosos creuen que la mateixa mà que copià els documents notarials és la que copià les cançons. La notació lorenesa és excepcional que s'usi en l'àmbit català i, per tant, es creu que la còpia de les cançons es va fer a partir d'un altre manuscrit del qual es desconeix l'origen.
Els folis, que havien estat a la coberta d'un manual notarial de l'Arxiu parroquial de Sant Joan de les Abadesses, foren coneguts per Mn. Higini Anglès que comentà i edità parcialment les poesies en la seva obra de 1935 La música a Catalunya fins al segle xiii. Després, i en el context de la guerra i post-guerra, els folis es donaren durant molt de temps per perduts, tot i que se'n publicaren estudis basats en reproduccions fotogràfiques que es conservaven a l'Arxiu Mas (Fundació Amatller). En els anys 90 es constatà que els folis eren a la Biblioteca Nacional de Catalunya i es restauraren i enquadernaren adequadament (1992) i es catalogaren amb la signatura Ms. 3871. El manuscrit és accessible a Memòria Digital de Catalunya.
A més de l'edició parcial d'Anglès (que no inclou la darrera peça, que considerava incompleta), hi ha hagut edicions integrals, fetes sobre les reproduccions fotogràfiques, de Fernández de la Cuesta / Lafont (1979) i Bond (1985). L'edició d'I. de Riquer (2003) és feta ja sobre el manuscrit.
Les peces, particularment Ara lausetz, han estat enregistrades en diverses ocasions per part de grups de música especialitzats en música antiga.

## Contingut
Les quatre peces que s'hi troben són: S'anc vos ame, era·us vau desaman (P.-C. 461,215c; Si alguna vegada us he estimat, ara ja no us estimo), Amors, merce no sia (P.-C. 461,20b; Amor, no hi ha compassió), Ara lausetz, lauset, lauset (P.-C. 461,24a; Ara accepteu, accepteu, accepteu) i Era·us preg (P.-C. 461,251b; Ara us prego). Són peces que no han estat transmeses per cap altre cançoner.
Les poesies són en occità trobadoresc tot i que s'hi observen catalanismes i gal·licismes; i, molt acusadament, italianismes en Amors, merce no sia. Tres d'elles són danses (Amors, merce no sia no ho és).
S'anc vos ame és una dansa de tres estrofes i una tornada. Pel contingut, d'abandonament d'una dama a qui es retreu el seu comportament, Riquer considera que es pot catalogar de desdansa, ja que la dansa, segons els tractats, ha de parlar d'amor.
Amors, merce no sia és un text amb molts trets italians, també de paraules en rima, cosa que ha fet que hagi estat exclòs d'alguns repertoris de lírica trobadoresca. Es discuteix si la intenció original era d'escriure la peça en italià o si la compongué algú amb intenció de fer-ho en occità però sense dominar-lo o si ha sofert greus alteracions en la seva transmissió. Té tres estrofes però falta un fragment de la segona.
Ar lausetz és una sàtira obscena sobre el comportament dels monjos. Amb un llenguatge ben explícit es convida a una bella a compartir la vida sexual dels monjos i l'abat. La forma és de dansa, amb diàleg, ja que una estrofa, la quarta, està en boca de la bella; les altres estrofes estan en boca de l'abat, menys la darrera que correspondria a un narrador extern. Consta de sis estrofes de tres versos de 14 síl·labes, amb refranh i una tornada. El text presenta francesismes.
Era·us preg és un text molt mal conservat i n'hi ha una part il·legible, tot i que la notació musical es conserva bé. Consta només d'una estrofa. S'ha discutit si és fragmentari o si realment només tenia una estrofa (queda espai en el foli on se'n podrien haver copiat més, si n'hi hagués; i hi ha altres danses conservades amb només una estrofa).

### S'anc vos amei
| S'anc vos ame, era·us vau desaman E ai razo qe no·i trob mas enjan I. Enjan i trob per mitad veramen, per q'eu nou·us deg tener negum coven; vos avetz fait lo major fallimen q'anc amiga fezes vas son aman. S'anc. .. II. Mas no·m tenjatz per vostre servidor, De vos mi part e vir mon cor aillor; s'anc me lausei, ara·n porti clamor del vostre cors fals, lausengier, truan. S'anc. .. III. Ja no·m tenrez mais en vostre poder c'aisi vos veg baxar e decaer; en altr'ai mes mon sen e mon saber: joveneta qe non a pel ferran. S'anc. .. | Si alguna vegada us he estimat, a hores d'ara ja no us estimo i tinc raó perquè (amb vós) no hi trobo més que engany. I. Veritablement, que trobo engany per part vostra Per la qual cosa ja no tinc cap mena de compromís amb Vós; heu comès la falta més gran que mai una dama ha comès contra el seu amant. Si alguna vegada... II. I no em considereu ja servidor vostre, De vós me'n separo i dirigeixo el meu cor cap una altra banda; Si mai en vaig estar orgullós, ara denuncio El vostre fals cor, mentider, i truà. Si alguna vegada... III. Mai més en tindreu en el vostre poder perquè us veig davallar i caure en la vostra vàlua; he posat en una altra dama el meu sentiment i la meva intel·ligència: una noia joveneta que no té el cabell gris. Si alguna vegada... |

### Ara lausetz, lausetz, lausetz
| Versus Carstina di delebitur iniquitas terre.] Et regnavit super nos salvator mundi.] | |
| Antifona Optimam partem elegit sibi María, quae non auferetur ab ea in eternum. | |
| Magnificat et Gloria Magnificat anima mea Dominum Et exultavit spirtiuts meus in Deo Salutati meo Gloria Patri et Filio et Spiritui Sancto Sicut erat principio et nunc et semper et saecula saeculorum amen. | |
| Ara lausetz, lauset, lauset li comandamen l'abbet I. Bela, si vos eravatz moina de nostra maiso a profit de totz los moines vos pendriatz liuraso; Mas vos non estaretz, bela, si totz jorns enversa no; Zo dix l'abbet. Ara lausetz... II. Bela, si vos voliatz en nostr'orden remanir, gras capos ne grosses oches no·us poirian falir; mas a vos convenra, bela, ab totz los monges jazir ez ab l'abbet. Ara lausetz... III. Er nos em qatre vint moines tuit d'una religio, e qan l'uns fa tort a l'altre ab gran verges nos batom: mas vos non seretz batuda si de colps de cuilos no. Zo dix l'abbet. Ara lausetz... IV. Si vos ez qatre vint moines, jo vulria mais de cen, E serai ne fort irea si no·us ren totz recreenz; Levarai vos la quintena, firetz tuitx ardi(a)men Ab vostr'abbet. Ara lausetz... V. Bela, anuit intraretz dinz en nostre dormitor; de cincanta qatre moines vos en farem cobertor; non ausirez sein ne clotxa si de vits serjornatz no, Zo dis l'abbet. Ara lausetz... Ara n'intra nostr'amia ab los fraires el dormitor, [ab cincanta catre moines qe·n volon far de cobertor; ja on exira la bela tro qe dessus e desor li don l'abbet. Ara lausetz... | Ara accepteu, accepteu, accepteu l'ordre de l'abat. I. Bella, si vós fóssiu monja de la nostra casa en profit de tots els monjos rebríeu el vostre sou; però, bella, de tot això no en rebreu res si no hi poseu el cul, això diu l'abat. Ara accepteu... II. Bella, si volguéssiu romandre en la nostra ordre nos us han de faltar ni capons grassos ni grans oques; però, bella, caldrà que jagueu amb tots els monjos i amb l'abat. Ara accepteu... III. Ara som vuitanta monjos, tots de la mateixa religió, i quan un fa tort a l'altre, ens colpegem amb grans vergues; però vós no sereu batuda si no és a cops de collons, això diu l'abat. Ara accepteu... IV. Si sou vuitanta monjos, jo en voldria més de cent, i m'enfadaré molt si no us deixo rendits a tots plegats; us aixecaré la quintana i vosaltres colpejareu valentament amb el vostre abat. Ara accepteu... V. Bella, aquesta nit entrareu en el nostre dormitori, i us fareu un cobrellit de cinquanta-quatre monjos; no sentireu sons de campanes ni campanetes sinó de caralls eixorivits, això diu l'abat. Ara accepteu... Ara entra la nostra amiga amb els frares al dormitori, amb els cinquanta-quatre monjos que li volen fer de cobrellit; no en sortirà la bella fins que per davant i per darrere no li hagi donat l'abat. Ara accepteu... |

La quintana era una figura que representava un cavaller i s'havia de colpejar en exercicis d'entrenament cavalleresc

### Amors, merce no sia
| Amors, merce no sia no t'i abandonasses, qe lo meu cor desia membrando me portases. I E no ne crederia qe t'amor me falsasses ne a la vita mia per altre (me) camjasses. II Encara no me despere de la tu'amistate; pro no te poriria far falsa desleialtate a l'amor q·eu te port, bela, pena d'umilitate. Amors, merce no sia... III E se·l tempo no m'engana qe viva longamente, ben serai fors d afana de pen'e de turmente. Amors, merce no sia... IV A buca per un bello riso Deus laxa lo·m credere qu·eu vauc en paradiso e eis fors de perilo Amors, merce no sia... | Amor, que no hi hagi compassió si no t'hi abandonessis. és el que el meu cor desitja, recordant el que m'hauries portat. I I per això jo no creuria que el teu amor fos fals, ni que al llarg de la meva vida em canviessis per un altre. II Encara no em desespero de la teva amistat la falsa deslleialtat a l'amor que jo et porto no et portaria cap benefici, bonica, plena d'humilitat. Amor, que no hi hagi compassió... III I si el temps no m'enganya que visqui per molt anys que jo bé estaré lliure de penes i de turments. Amor, que no hi hagi compassió... IV Per un bell somriure en els seus llavis Déu em deixà creure que vaig al paradís i que en surto fora de perill. Amor, que no hi hagi compassió... |

### Edicions
- I. Fernández de la Cuesta, Les cançons dels trobadors, melodias publicadas per I. Fernández de la Cuesta, tèxtes establits per R. Lafont, Tolosa: Institut d'Estudis Occitans, 1979.
- Gerald A. Bond, "The last unpublished Trobadour Songs", in: Speculum, 60, 4 (1985), p. 827-849 (reimpr. dins Capçalera: revista de divulgació històrica i cultural de l'Ajuntament de Sant Joan de les Abadesses 1 (1989), p. 66-94, amb una traducció al català)
- Las Canciones de Sant Joan de les Abadesses: estudio y edición filológica y musical, Isabel de Riquer amb la col·laboració de Maricarmen Gómez Muntané. Barcelona: Reial Acadèmia de Bones Lletres de Barcelona, 2003 Accessible en línia

### Discografia
- Menestrils, El cançoner trobadoresc de Sant Joan de les Abadesses (anònim, s. XIII) i altres cançons de trobadors. Caixa d'Estalvis d'Ontinyent. 1998 (CD)